# Дугоноса ехимипера
Дугоноса ехимипера или дугоноси бодљичасти бандикут (Echymipera rufescens) је врста сисара торбара из реда Peramelemorphia.

## Распрострањење
Ареал врсте је ограничен на мањи број држава. Врста је присутна у Папуи Новој Гвинеји, Аустралији и Индонезији.

## Станиште
Станишта врсте су шуме и травна вегетација. Врста је по висини распрострањена од нивоа мора до 2.100 метара надморске висине, али скоро увек испод 1.200 метара надморске висине (у Аустралији испод 800). Врста је присутна на подручју острва Нова Гвинеја.

## Угроженост
Ова врста је наведена као последња брига, јер има широко распрострањење и честа је врста.